# 480-km-Rennen von Donington 1989

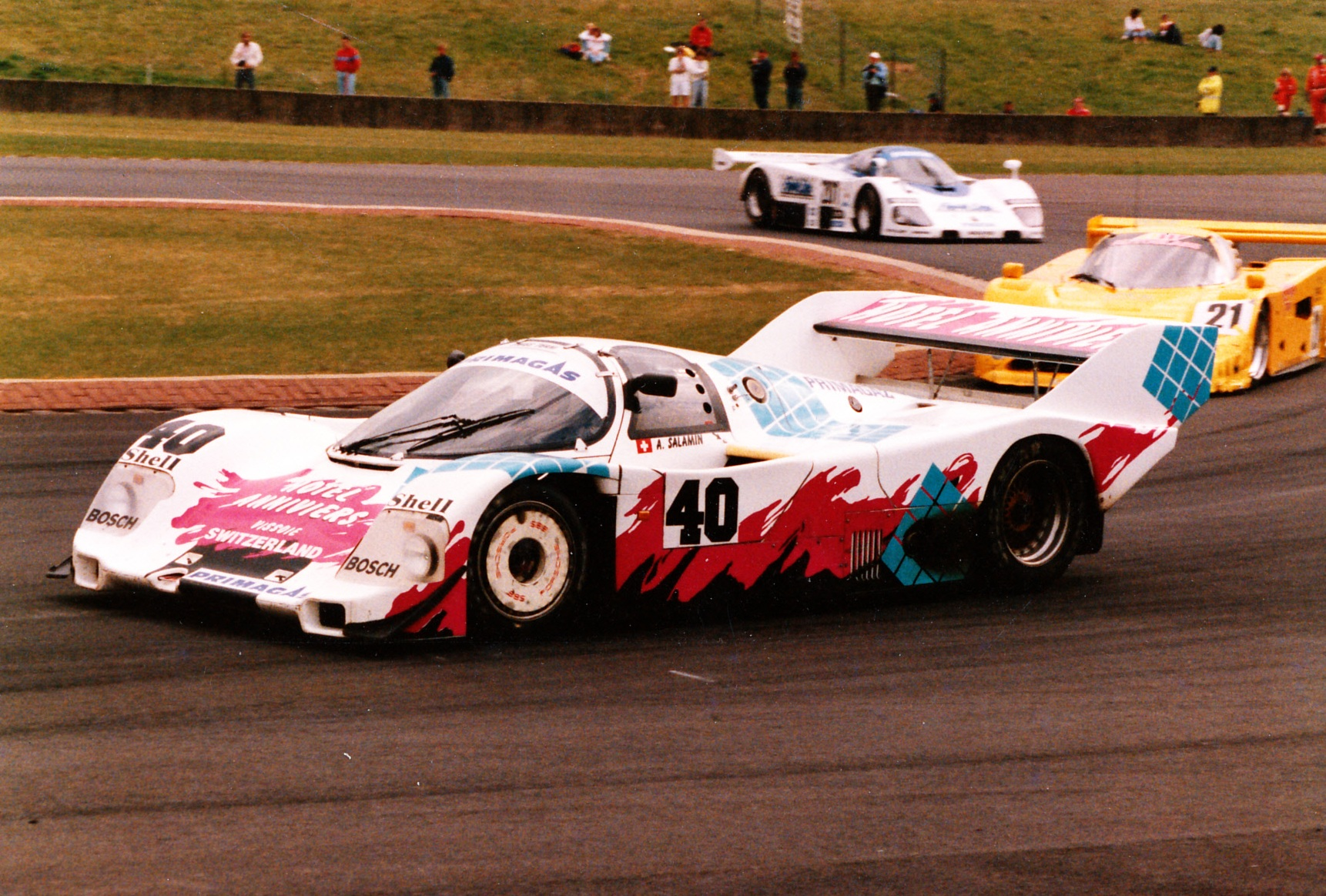
Der Porsche 962C von Antoine Salamin/Max Cohen-Olivar vor dem Spice SE89C von Tim Harvey/Eliseo Salazar und dem Mazda 767B von Dave Kennedy/Pierre Dieudonné

Das 480-km-Rennen von Donington 1989, auch Wheatcroft Gold Cup, Donington Park, fand am 3. September auf der Rennstrecke von Donington Park statt und war der sechste Wertungslauf der Sportwagen-Weltmeisterschaft dieses Jahres.

## Das Rennen
Beim Rennen im Donington Park setzte sich die Siegesserie von Sauber Motorsport mit dem Sauber-Mercedes C9/88 fort. Gegen die starke Konkurrenz von Jaguar, Toyota, Nissan, Porsche und Aston Martin gewann die Schweizer Rennmannschaft den vierten Weltmeisterschaftslauf in Folge. Für Jean-Louis Schlesser, der die Gesamtwertung  gemeinsam mit Jochen Mass gewann, war es der vierte Saisonsieg.

## Ergebnisse

### Schlussklassement
| 1               | C1  | 62  | Team Sauber Mercedes                 | Jean-Louis Schlesser Jochen Mass        | Sauber-Mercedes C9/88 | 120 |
| 2               | C1  | 61  | Team Sauber Mercedes                 | Mauro Baldi Kenny Acheson               | Sauber-Mercedes C9/88 | 120 |
| 3               | C1  | 23  | Nissan Motorsports International     | Julian Bailey Mark Blundell             | Nissan R89C           | 120 |
| 4               | C1  | 7   | Blaupunkt Sachs Joest Racing         | Bob Wollek Frank Jelinski               | Porsche 962C          | 119 |
| 5               | C1  | 5   | Hydro Aluminium Brun Motorsport      | Oscar Larrauri Harald Huysman           | Porsche 962C          | 119 |
| 6               | C1  | 19  | Aston Martin                         | David Leslie Michael Roe                | Aston Martin AMR1     | 118 |
| 7               | C1  | 18  | Aston Martin                         | Brian Redman David Sears                | Aston Martin AMR1     | 118 |
| 8               | C1  | 8   | Blaupunkt Sachs Joest Racing         | Jean-Louis Ricci Henri Pescarolo        | Porsche 962C          | 117 |
| 9               | C1  | 13  | Courage Compétition                  | Pascal Fabre Hervé Regout               | Cougar C22S           | 117 |
| 10              | C1  | 37  | Toyota Team Tom’s                    | Johnny Dumfries John Watson             | Toyota 89C-V          | 116 |
| 11              | C1  | 14  | Richard Lloyd Racing                 | Derek Bell Tiff Needell                 | Porsche 962C GTi      | 115 |
| 12              | C1  | 10  | Porsche Kremer Racing                | George Fouché Giovanni Lavaggi          | Porsche 962C CK6      | 114 |
| 13              | C2  | 107 | Tiga Race Team                       | Jari Nurminen Tony Trevor               | Tiga GC289            | 114 |
| 14              | C2  | 171 | Team Mako                            | Robbie Stirling James Shead             | Spice SE88C           | 114 |
| 15              | C2  | 101 | Chamberlain Engineering              | Fermín Vélez Nick Adams                 | Spice SE89C           | 113 |
| 16              | C1  | 40  | Swiss Team Salamin                   | Antoine Salamin Max Cohen-Olivar        | Porsche 962C          | 110 |
| Nicht klassiert |     |     |                                      |                                         |                       |     |
| 17              | GTP | 201 | Mazdaspeed                           | Dave Kennedy Pierre Dieudonné           | Mazda 767B            | 111 |
| 18              | C2  | 108 | Roy Baker Racing                     | Philippe de Henning Dudley Wood         | Spice SE87C           | 108 |
| Ausgefallen     |     |     |                                      |                                         |                       |     |
| 19              | C1  | 2   | Silk Cut Jaguar                      | Andy Wallace Alain Ferté                | Jaguar XJR-11         | 115 |
| 20              | C2  | 151 | Pierre-Alain Lombardi                | Pierre-Alain Lombardi Bruno Sotty       | Spice SE86C           | 107 |
| 21              | C2  | 111 | PC Automotive                        | Richard Piper Olindo Iacobelli          | Spice SE88C           | 106 |
| 22              | C2  | 102 | Chamberlain Engineering              | Luigi Taverna John Williams             | Spice SE86C           | 101 |
| 23              | C1  | 26  | France Prototeam                     | Bernard Thuner Claude Ballot-Léna       | Spice SE88C           | 91  |
| 24              | C2  | 178 | Didier Bonnet                        | Gérard Tremblay Joel Aulen              | Tiga GC289            | 68  |
| 25              | C1  | 21  | Spice Engineering                    | Tim Harvey Eliseo Salazar               | Spice SE89C           | 66  |
| 26              | C1  | 6   | Repsol Brun Motorsport               | Jesús Pareja Walter Brun                | Porsche 962C          | 49  |
| 27              | C1  | 1   | Silk Cut Jaguar                      | Jan Lammers Patrick Tambay              | Jaguar XJR-11         | 45  |
| 28              | C1  | 22  | Spice Engineering                    | Wayne Taylor Thorkild Thyrring          | Spice SE89C           | 42  |
| 29              | C1  | 16  | Hydro Eterna Watches Brun Motorsport | Stanley Dickens Uwe Schäfer             | Porsche 962C          | 29  |
| 30              | C1  | 29  | Mussato Action Car                   | Bruno Giacomelli Franco Scapini         | Lancia LC2/89         | 28  |
| 31              | C2  | 177 | Louis Descartes                      | Alain Serpaggi Marc Fontan              | ALD C289              | 24  |
| 32              | C2  | 106 | Porto Kaleo Team                     | Ranieri Randaccio Pasquale Barberio     | Tiga GC288/9          | 17  |
| 33              | C2  | 105 | Porto Kaleo Team                     | Stefano Sebastiani Mike Kimpton         | Tiga GC289            | 1   |
| Nicht gestartet |     |     |                                      |                                         |                       |     |
| 34              | C1  | 17  | Dauer Racing                         | Jochen Dauer Will Hoy                   | Porsche 962C          | 1   |
| 35              | C1  | 20T | Team Davey                           | Tim Lee-Davey                           | Porsche 962C          | 2   |
| 36              | C1  | 1T  | Silk Cut Jaguar                      | Andy Wallace Alain Ferté Patrick Tambay | Jaguar XJR-9          | 3   |
| 37              | C1  | 13T | Courage Compétition                  | Andy Wallace Alain Ferté Patrick Tambay | Cougar C22S           | 4   |
| 38              | C1  | 14T | Richard Lloyd Racing                 | Derek Bell Tiff Needell                 | Porsche 962C GTi      | 5   |
| 39              | C1  | 18T | Aston Martin                         | David Sears Michael Roe                 | Aston Martin AMR1     | 6   |
| 40              | C1  | 23T | Nissan Motorsports International     | Mark Blundell                           | Nissan R89C           | 7   |
| 41              | C1  | 62T | Team Sauber Mercedes                 | Jean-Louis Schlesser                    | Sauber-Mercedes C9/88 | 8   |
| 42              | C1  | 7T  | Joest Racing                         |                                         | Porsche 962C          | 9   |

1 Unfall im Training
2 Fahrzeug verkauft
3 Trainingswagen
4 Ersatzwagen
5 Ersatzwagen
6 Ersatzwagen
7 Ersatzwagen
8 Ersatzwagen
9 Ersatzwagen

### Nur in der Meldeliste
Hier finden sich Teams, Fahrer und Fahrzeuge, die ursprünglich für das Rennen gemeldet waren, aber aus den unterschiedlichsten Gründen daran nicht teilnahmen.
| Pos. | Klasse | Nr. | Team             | Fahrer                            | Chassis      |
| ---- | ------ | --- | ---------------- | --------------------------------- | ------------ |
| 43   | C1     | 20  | Team Davey       | Tim Lee-Davey                     | Porsche 962C |
| 44   | C2     | 103 | France Prototeam | Bernard Thuner Claude Ballot-Léna | Spice SE88C  |

### Klassensieger
| Klasse | Fahrer                  | Fahrer      | Fahrzeug              | Platzierung im Gesamtklassement |
| ------ | ----------------------- | ----------- | --------------------- | ------------------------------- |
| C1     | Jean-Louis Schlesser    | Jochen Mass | Sauber-Mercedes C9/88 | Gesamtsieg                      |
| C2     | Jari Nurminen           | Tony Trevor | Tiga GC289            | Rang 13                         |
| GTP    | kein Teilnehmer im Ziel |             |                       |                                 |

### Renndaten
- Gemeldet: 44
- Gestartet: 33
- Gewertet: 18
- Rennklassen: 3
- Zuschauer: 30.000
- Wetter am Renntag: warm und trocken
- Streckenlänge: 4,032 km
- Fahrzeit des Siegerteams: 2:57:50,883 Stunden
- Gesamtrunden des Siegerteams: 120
- Gesamtdistanz des Siegerteams: 482,803 km
- Siegerschnitt: 162,882 km/h
- Pole Position: Mauro Baldi – Sauber-Mercedes C9/88 (#61) – 1:19,123 = 183,058 km/h
- Schnellste Rennrunde: Jean-Louis Schlesser – Sauber-Mercedes C9/88 (#62) – 1:24,458
- Rennserie: 6. Lauf zur Sportwagen-Weltmeisterschaft 1989